# Alejandro Giammattei
Alejandro Giammattei Falla, né le 9 mars 1956 à Guatemala, est un homme d'État guatémaltèque.
Directeur du système pénitentiaire du Guatemala de 2005 à 2007, il est candidat aux élections présidentielles de 2007, 2011, 2015 et 2019. À l'issue du second tour de cette dernière élection, à la tête du parti Vamos, il est élu président de la république du Guatemala, fonction qu'il occupe du 14 janvier 2020 au 14 janvier 2024.
Sa présidence est marquée par un durcissement autoritaire. De nombreux journalistes, militants sociaux et magistrats enquêtant sur la corruption sont incarcérés. Des observateurs internationaux dénoncent une corruption généralisée au sein de son administration.

## Situation personnelle

### Carrière professionnelle
Après ses études à l'université de San Carlos (USAC), il devient médecin en 1980. De 1982 à 1986, il est consultant auprès de l'Organisation panaméricaine de la santé. De 1986 à 1990, il est directeur des transports publics de la ville de Guatemala et membre du corps des pompiers de la ville. En 1991, il devient directeur général de l'entreprise des eaux de Guatemala, Empresa Municipal de Agua (Empagua).

### Vie privée et famille
Alejandro Giammattei est le descendant d'émigrés italiens, ce qui lui permet d'être titulaire de la nationalité italienne en plus de sa nationalité guatémaltèque de naissance. Il est marié à Rosana Cáceres depuis le 11 février 1989 et ils ont trois enfants, Marcela, Estéfano et Alejandro Giammattei.

## Parcours politique

### Débuts et ascension
Alejandro Giammattei participe aux élections de 1985, 1988 et 1990 en tant que coordinateur général des processus électoraux. À partir de 2000, il est également consultant auprès de plusieurs entreprises privées.
Après son échec à l'élection municipale de la capitale en 1999, il est nommé directeur du système pénitentiaire du Guatemala en novembre 2005. Il est à l'origine de plusieurs conflits et fait l'objet d'accusations dans cette fonction, qu'il quitte en janvier 2007. Il est lui-même incarcéré pendant dix mois en 2010, accusé par la CICIG d'avoir fait sommairement exécuter huit détenus puis maquiller les preuves ; il est finalement relâché en raison du manque de preuves. Il est redouté pour ses colères réputées intempestives et incontrôlables. D'après le site d'investigation guatémaltèque Nomada : « Son entourage le décrit comme quelqu'un d'impulsif, irascible, incontrôlable, despotique, tyrannique, imprévisible, capricieux et revanchard ».
Giammattei se présente à trois reprises lors des élections générales à la présidence du Guatemala. La première fois en 2007, il est candidat de la Grande Alliance nationale (GANA), le parti au pouvoir à l'époque, il termine en troisième position. Sa deuxième candidature a lieu en 2011 où, avec le Centre d'action sociale (CASA), il n'obtient que 1,05 % des voix. En 2015, il rejoint le parti Fuerza et termine en quatrième position avec 6,45 % des voix. S'il a changé de parti politique pour chaque candidature, il a toutefois gardé avec lui des financiers clés et des soutiens politiques importants, bien que souvent mêlés à la corruption. Il est notamment soutenu par le général Francisco Ortega Menaldo, considéré comme l’un des dirigeants des réseaux militaires qui ont permis, par le biais du contrôle douanier, des opérations de contrebande et de trafic de drogue.

### Président de la République

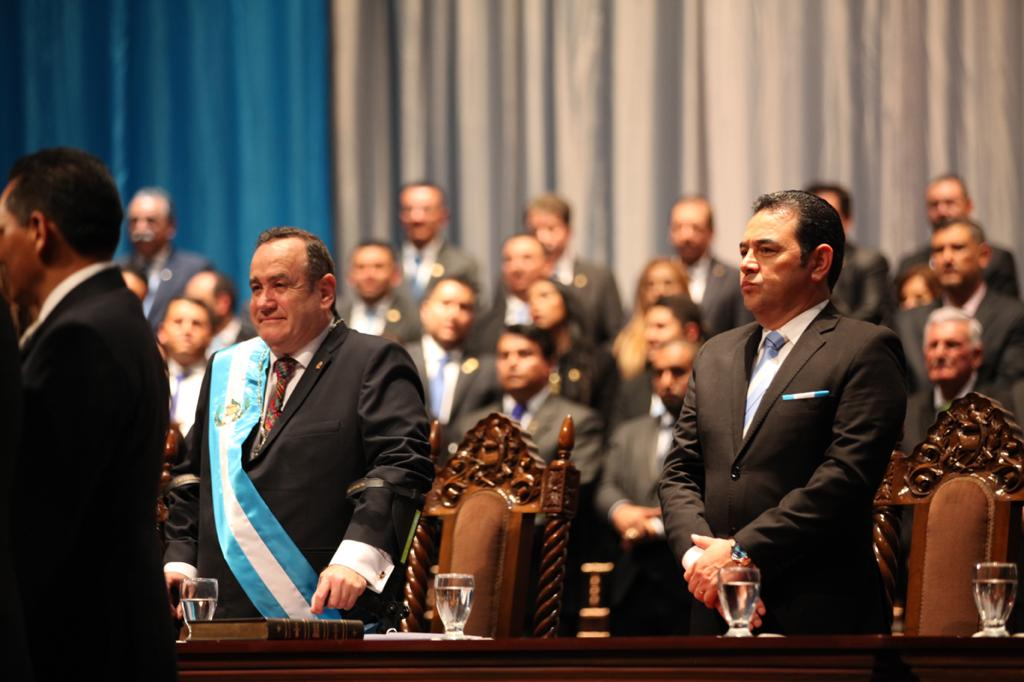
Alejandro Giammattei et son prédécesseur, Jimmy Morales, lors de la cérémonie de passation de pouvoir (14 janvier 2020).

Alejandro Giammattei est le candidat du parti Vamos à l'élection présidentielle de 2019 avec Guillermo Castillo Reyes pour colistier et candidat au poste de vice-président. Il termine deuxième à l'issue du premier tour le 16 juin avec 13,9 % des voix, mais remporte le second tour contre Sandra Torres le 11 août avec 57,95 % des voix dans un contexte de forte abstention (57 % des inscrits). Il entre en fonction le 14 janvier 2020 pour un mandat de quatre ans.
Son taux de popularité est évalué à 19 % en août 2022 selon l’institut CID Gallup.

#### Crise politique de 2020
Le Guatemala connaît une crise politique en novembre 2020 à la suite de l’adoption d'un budget controversé. La plupart des fonds sont destinés à des infrastructures gérées par le secteur privé et négligent la lutte contre la pauvreté et la malnutrition infantile, qui touche près de la moitié des enfants de moins de cinq ans, tout en générant une hausse de la dette publique. Le Parlement est incendié à la suite de la répression d'une manifestation par la police, tandis que le vice-président, Guillermo Castillo Reyes, appelle Alejandro Giammattei à démissionner pour « le bien du pays ». Cette crise intervient alors que le gouvernement faisait également face à des critiques pour sa gestion de la pandémie de Covid-19, les hôpitaux s'étant rapidement retrouvés saturés et le ministère de la Santé étant accusé d'avoir caché des informations sur la pandémie,.

#### Droits des femmes et des minorités sexuelles
En 2022, il augmente les peines de prison pour avortement (qui passent de trois ans à dix ans), interdit l'éducation sexuelle dans les écoles et déclare les homosexuels « groupes minoritaires incompatibles avec la moralité chrétienne ».

#### Répression de la presse et mise au pas de la justice
Alejandro Giammattei démet de ses fonctions en juillet 2021 le chef du bureau du procureur spécial contre l'impunité, qui entendait enquêter sur des cas de corruption liés au président. Il quitte peu après le pays pour « protéger [s]a vie et [s]on intégrité ». Cette décision controversée est suivie de manifestations appelant le président à démissionner. Le gouvernement accentue par la suite la répression contre les juges, avocats et procureurs liés à la lutte contre la corruption ; plusieurs anciens enquêteurs du Parquet spécial contre l’impunité (FECI) et de la Commission internationale contre l'impunité au Guatemala (Cicig) sont arrêtés en 2022 et des dizaines d'autres contraints de s'exiler. En 2022, l'ancienne cheffe du FECI dans le département de Quetzaltenango (ouest) est condamnée à quatre ans de prison. L'année suivante, c'est au tour de l'ancien chef du parquet anti-corruption d’être arrêté.
La police arrête fin juillet 2022 le journaliste José Rubén Zamora, fondateur du quotidien El Periódico, et perquisitionne le siège du journal qui a accusé le président Alejandro Giammattei et la procureure générale Consuelo Porras de corruption. Il est condamné l'année suivante à six ans de prison pour « blanchiment d’argent » tandis que sa famille fuit le pays par crainte des représailles. Deux de ses avocats sont également incarcérés et les deux autres démissionnent en raison des menaces. La justice contraint par ailleurs El Periódico à stopper sa parution et entreprend des poursuites contre huit de ses journalistes.
Les attaques ont également redoublé contre les journalistes indigènes, souvent isolés dans des territoires ruraux (voir attaque de Huehuetenango de 2022). Plus de 35 magistrats et au moins une vingtaine de journalistes ont dû quitter le Guatemala depuis l’entrée en fonction d'Alejandro Giammattei.

#### Répression des mouvements sociaux
L'absence de politique sociale du gouvernement conduit notamment à une hausse de la sous-nutrition chez les enfants. Le Guatemala détient en 2022 le sixième plus fort taux au monde de malnutrition infantile et le premier en Amérique latine.

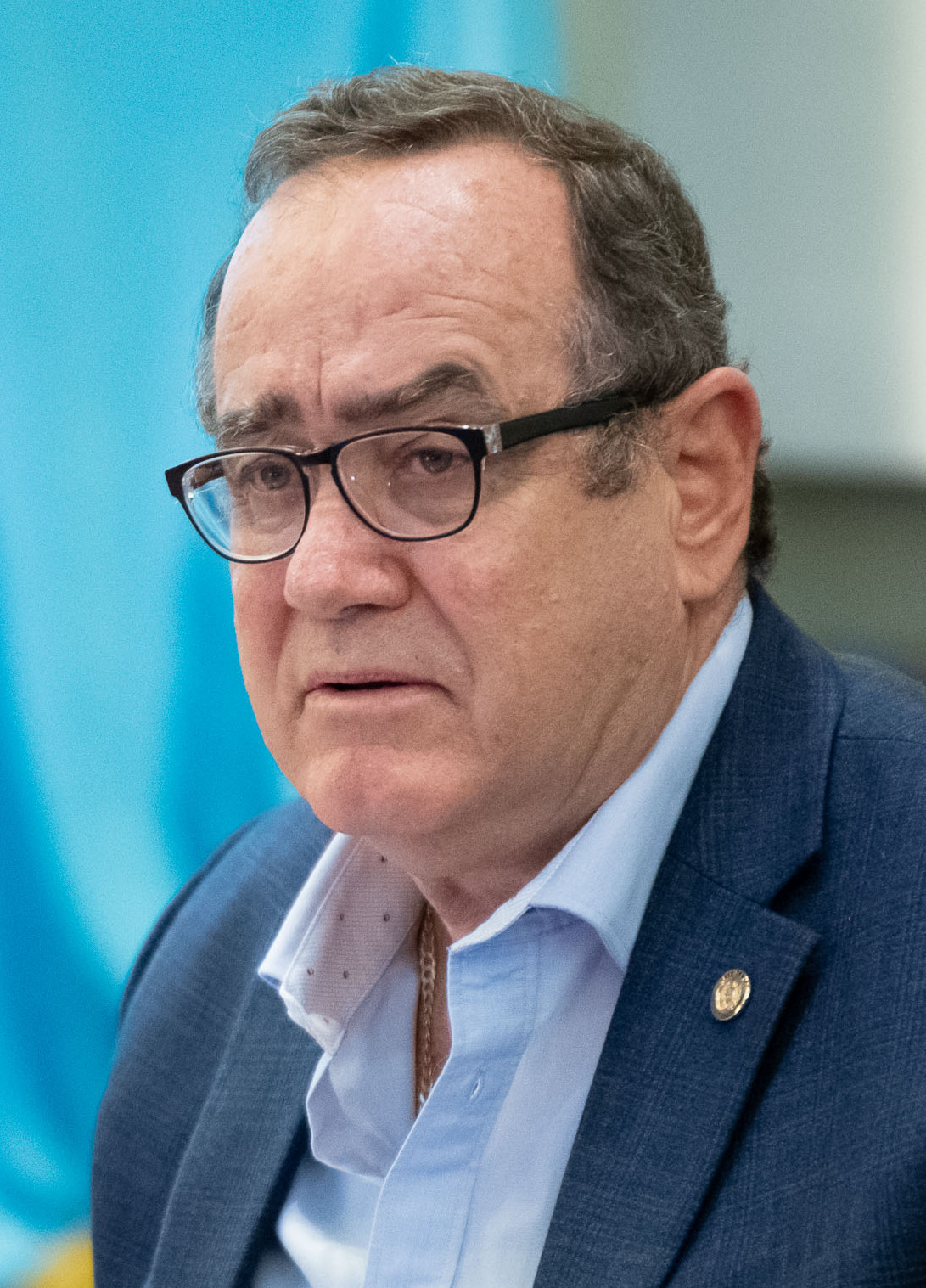
Alejandro Giammattei en 2023.

Dans les campagnes, les communautés autochtones qui défendent leurs territoires et les mouvements paysans sont réprimés. Les assassinats sélectifs de leaders sociaux (paysans, écologistes, syndicalistes) se poursuivent année après année, sans réaction de la justice. Une nouvelle loi sur les ONG autorise le président à interdire toute association qu’il soupçonne de « troubler l’ordre public » et prévoit des mécanismes pour les étouffer financièrement.
La Fédération internationale pour les droits humains, l'Organisation mondiale contre la torture et d'autres ONG alertent en 2022 sur le « renforcement du régime autoritaire » au Guatemala et déclarent que le pays « est confronté à un phénomène inquiétant d’emprise et de contrôle des institutions publiques par les élites économiques et politiques ». Selon l'ancien rapporteur de l'ONU pour la liberté d'expression, Frank La Rue, le Guatemala est soumis à la « dictature d'un groupe (soudé) par des intérêts économiques, de corruption et même de crime organisé » et dont le président Giammattei n'est qu'un représentant.
Les favoris de l'élection présidentielle de 2023 sont disqualifiés par les autorités électorales : d'abord la candidate de gauche Thelma Cabrera puis, à un mois du premier tour, le favori des sondages, Carlos Pineda (droite), et Roberto Arzú (droite), fils de l’ancien président Álvaro Arzú. L'ONG Action citoyenne, déclinaison guatémaltèque de Transparency International, souligne qu'« il y a un schéma préconçu pour (désigner) les candidats, en écartant ceux qui sont gênants et en gardant ceux qui ont les faveurs du système ».

#### Relations internationales
Alejandro Giammattei se rend à Kiev le 25 juillet 2022, ce qui fait de lui le seul président d'un pays d'Amérique latine à avoir fait ce voyage en soutien à Volodymyr Zelensky face à la Russie. Il s'agissait avant tout d'envoyer un message de loyauté aux États-Unis alors que son gouvernement est en délicatesse avec l'administration américaine sur plusieurs dossiers.
Une crise diplomatique se produit avec la Colombie en 2023 à la suite de l'ouverture par les autorités guatémaltèques d'une enquête pour « actes illégaux » contre le ministre colombien de la Défense, Iván Velásquez, lorsqu’il était président de la CICIG au Guatemala. Les anciens membres de cette institution mise en place par les Nations unies font l'objet de persécutions systématiques dans le pays centraméricain. Le président colombien Gustavo Petro déclare : « Iván Velasquez a tout notre soutien. Nous n’allons pas permettre qu’il soit attaqué et poursuivi parce qu’il a lutté contre le crime et la corruption. Si le Guatemala s’obstine à emprisonner des hommes justes, nous n’avons rien à faire ensemble. » Alejandro Giammattei accuse son homologue colombien de se conduire en « guérillero », en allusion à son passé au sein du M-19. Les deux pays rappellent pour consultation leur ambassadeur respectif.
Alejandro Giammattei effectue une visite officielle à Taïwan en 2023 pour manifester son soutien à l’île. Le Guatemala est avec le Belize l'un des deux seuls pays d’Amérique centrale à entretenir encore avec Taipei des relations diplomatiques après la rupture le 26 mars 2023 avec le Honduras qui a décidé de nouer des relations officielles avec Pékin.

#### Soupçons de corruption
Le site d'investigation salvadorien El Faro révèle en février 2022 qu'Alejandro Giammattei est accusé « d'avoir financé sa campagne [de 2019] avec des pots-de-vin versés par une entreprise de construction ». Le président guatémaltèque aurait négocié avec José Luis Benito, ministre au sein du gouvernement de Jimmy Morales, « une contribution de 2,6 millions de dollars à sa campagne électorale (...) En échange de cet argent, Giammattei a promis au ministre (...) de le maintenir en poste pendant un an pour qu'il puisse continuer à mettre en œuvre un système de corruption de plusieurs millions de dollars dans le cadre de contrats de construction et d'entretien de routes ». Le 17 janvier 2024, les États-Unis d'Amérique interdisent d'entrée sur leur territoire à Alejandro Giammattei après que le département d'État des États-Unis l'a accusé de « corruption importante ».

### Prises de position

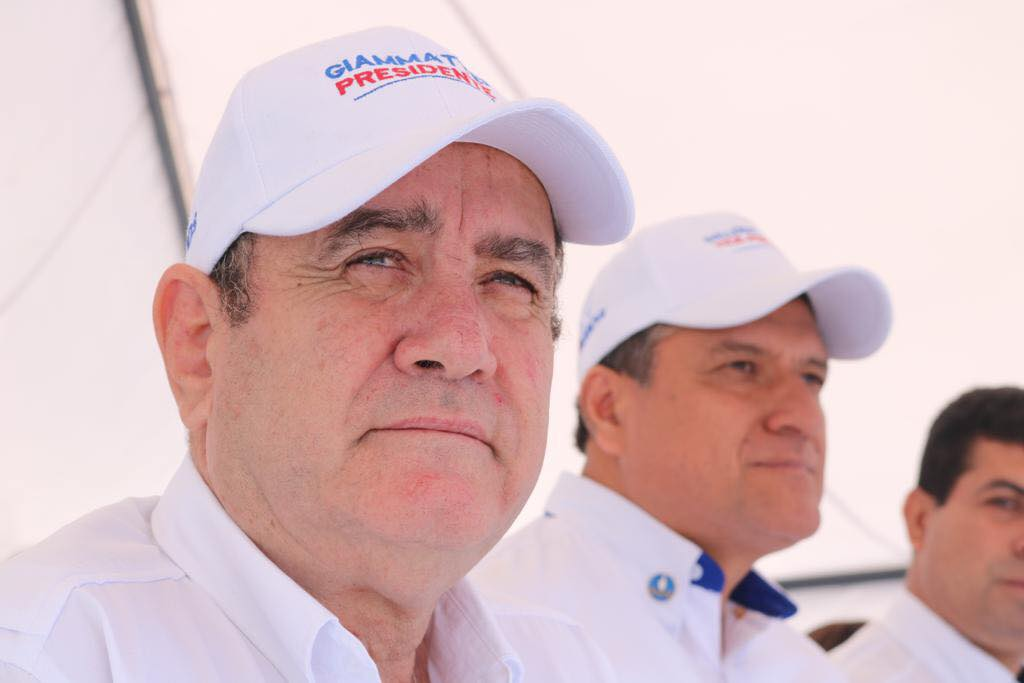
Alejandro Giammattei en 2019.

Lors de sa campagne présidentielle de 2019, Alejandro Giammattei promet de rétablir la peine de mort pour aider à « écraser les gangs violents, lutter contre la pauvreté pour mettre fin à la migration et à la corruption dégoûtante »,. Il se prononce contre le mariage homosexuel et la légalisation de l'avortement.
Son programme économique est principalement axé sur la promotion d’une économie de marché libre pour attirer les investissements étrangers et développer les exportations.
Toujours en 2019, il qualifie le gouvernement vénézuélien de « dictature » et déclare vouloir maintenir la même ligne diplomatique que son prédécesseur Jimmy Morales à l'égard du Venezuela, pays avec lequel le Guatemala a rompu ses relations diplomatiques.
Lors d'un déplacement en Israël en décembre 2019, il s'engage à faire déclarer le Hezbollah libanais « organisation terroriste », déclarant que « les amis d’Israël sont les amis du Guatemala, et les ennemis d’Israël sont nos ennemis. »